# Ямпольский рессорный завод
Ямпольский рессорный завод — предприятие в посёлке городского типа Ямполь Белогорского района Хмельницкой области Украины.

## История

### 1946—1991
Авторемонтная мастерская в посёлке городского типа Ямполь была создана в 1946 году в соответствии с четвёртым пятилетним планом восстановления и развития народного хозяйства СССР. Здесь был освоен капитальный ремонт двигателей грузовиков ГАЗ-ММ. В начале 1948 года разрушенные помещения автомастерской были полностью восстановлены, началось техническое обучение работников, также в посёлке была построена электростанция. В результате, возникли предпосылки для расширения предприятия. В 1949 году мастерскую укомплектовали оборудованием для изготовления рессор и здесь было освоено их изготовление.
В 1955 году началось преобразование мастерской в авторемонтный завод. Предприятие было реконструировано и оснащено новым оборудованием. После завершения строительства дополнительного производственного корпуса предприятие получило название Ямпольский авторемонтный завод.
В годы семилетки и восьмой пятилетки (1966—1970) на заводе была установлена поточная линия, был открыт заводской медпункт, в посёлке были построены два общежития для рабочих.
В 1970 году численность рабочих завода оставляла 430 человек, объём производства — 3,4 млн. рублей. Помимо ремонта автомашин, завод выпускал рессоры и автомобильные контейнеры. 16 июля 1970 года завод досрочно выполнил пятилетний план, и за высокую эффективность работы двум бригадам рессорного цеха и сборочно-агрегатному цеху завода было присвоено почётное звание «коллектив коммунистического труда».
В целом, в советское время завод был крупнейшим предприятием населённого пункта, на его балансе находились жилые дома, заводской Дом культуры и другие объекты социальной инфраструктуры.

### После 1991
После провозглашения независимости Украины предприятие перешло в ведение министерства транспорта Украины. В дальнейшем, государственное предприятие было преобразовано в открытое акционерное общество.
В мае 1995 года Кабинет министров Украины утвердил решение о приватизации завода
В августе 2004 года хозяйственный суд Хмельницкой области возбудил дело о банкротстве завода. В дальнейшем, положение стабилизировалось, и в 2005 году предприятие было реорганизовано в ООО «Ямпольский рессорный завод».
В 2005 году здесь был освоен выпуск рессор для автомобильных прицепов, в 2006 году — выпуск рессор для микроавтобусов «Газель» и автобусов «Богдан», в 2007 году — рессор к автобусам «Эталон» и «ТАТА». В 2008 году завод освоил выпуск рессорных листов к грузовикам «КрАЗ», «КамАЗ-5320», «ЗИЛ-5301» и «МАЗ», а также рессорных пальцев и шкворней. В 2009 году завод освоил выпуск рессор и рессорных листов к микроавтобусам «Mercedes», «IVECO», «Hyundai», тракторам Т-150К, а также начал освоение производства рессор к троллейбусам.
После начала боевых действий на востоке Украины весной 2014 года положение предприятия осложнилось (так как поставщиками рессорной стали марок 60С2А, 50ХГА, 55С2 для изготовления рессор являлись находившийся в Донецке завод «Донецксталь» и российский Чусовской металлургический завод). В результате, объемы производства сократились.

## Деятельность
По состоянию на начало 2020 года завод производил 25 различных типов рессор для автомашин, автобусов и автомобильных прицепов.